# Smári McCarthy
Smári McCarthy (Reikiavik, 7 de febrero de 1984) es un activista digital islandés conocido por su trabajo sobre democracia directa, transparencia, privacidad y otros temas relacionados.

## Trayectoria
Smári nació en Reikiavik, Islandia,  hijo de Kolbrún Óskarsdóttir y Eugene McCarthy. Cuando tenía un año su familia se trasladó a Inglaterra. A los 9 años, la familia regresó a Islandia, estableciéndose en las Islas Vetsman. Estudió matemáticas en la Universidad de Islandia, pero se retiró después de dos años al involucrarse con el movimiento de la digital.
Es miembro de la dirección ejecutiva de la Iniciativa islandesa para medios de comunicación modernos (International Modern Media Institute, IMMI), cofundador y miembro del consejo de la Icelandic Digital Freedoms Society (FSFÍ) y participante del movimiento Global Swadeshi. Smári es además miembro fundador del Partido Pirata islandés. Fue portavoz y uno de los organizadores del Icelandic Modern Media Initiative.
Smári ha participado como ponente en diversas conferencias, como Oekonux, FSCONS, Internet at Liberty o SHARE, así como ponente en varias universidades y cursos de verano. La temática en general es democracia directa o electrónica, libertad de prensa, una crítica a la industrialización como fuerza de centralización, y la cultura de Internet.
Ha propuesto Shadow Parliament Project, un proyecto que pretende "externalizar en masa la democracia". El proyecto lanzó Skuggaþing (en islandés, "shadow parliament") a principios de 2010.
Ha escrito sobre tecnología, anarquismo, y cultura islandesa en Yaxic.org y Anarchism.is. Es también un miembro activo en el movimiento de fabricación digital. Ha colaborado en la creación de un fab lab en Vestmannaeyjar, Islandia, y trabajado con otros Fab Labs del mundo, como el de Jalalabad, Afganistán.
WikiLeaks ha afirmado que McCarthy fue abordado en un viaje en Washington D. C. por agentes del FBI. A menudo se desconoce su localización, aunque normalmente se puede adivinar leyendo su perfil de Twitter.

## Publicaciones
- Mediating Democracy, en Redvolution: El poder del ciudadano conectado.
- Bergeron's Children, en Despatches from the Invisible Revolution, editado por Keith Kahn-Harris y Dougald Hine.[19]
- Cloud Computing: Legal Issues in Centralized Architectures, con Primavera de Filippi, en Net Neutrality and other challenges for the future of the Internet
- The Future of Information Freedom, en The Future we Deserve, editado por Vinay Gupta
- The End of (artificial) Scarcity, en Free Beer, editado por Rødven Eide
- Islands of Resilience,[20]